# Dubravski Markovac
Dubravski Markovac is een plaats in de gemeente Dubrava in de Kroatische provincie Zagreb. De plaats telt 169 inwoners (2001).